# Cerro El Baúl (Anzoátegui)
El Cerro El Baúl (10°00′33″N 64°10′12″O / 10.0092, -64.17) es una formación de montaña con una larga arista y ubicada en una exclusiva región natural al oeste del Cerro Tristeza, en el límite entre el estado Anzoátegui y Sucre, Venezuela. A una altura promedio de 1.496 m s. n. m. el Cerro El Baúl es una de las montañas más altas en Anzoátegui.

## Ubicación
El Cerro El Baúl está ubicado en el extremo oeste de la Zona Protectora Macizo Montañoso del Turimiquire, parte del sistema montañoso nororiental de la cordillera de la Costa venezolana. Su ubicación está al sur del Cerro La Pizarra, al extremo norte de los Municipio Libertad y Pedro María Freites de Anzoátegui y el vecino Municipio Sucre del estado Sucre. El acceso es rústico y se obtiene por «Bergantín», «Buenos Aires» o cualquiera de varios caseríos que rodean la montaña al norte de Santa Inés y Boquerón, aproximadamente en el kilómetro 52 de la carretera Barcelona - Uraco.